# Waffle (ゲームブランド)
『Waffle』（ワッフル）は、東京都立川市に事業所を置く株式会社オートツのアダルトゲームブランドである。

## 沿革
同社は、ウシ太郎が25歳の時に当時所属していた一般のゲームメーカーから独立する形で1999年に設立された。
Waffleというブランド名は、ウシ太郎がコンビニで見つけたベルギーワッフルに由来するものである。
設立当時、ゲーム制作の経験があるのはウシ太郎のみで、さくやついたちをはじめとするほかのスタッフは素人同然だった。さくやは当時の状況と心境について、「ゲーム開発は手探りだったが、素人たちの集まりということでほかのメーカーとは異なるものがつくれるのではないかという希望はあった」とGalge.comとのインタビューの中で振り返っている。
最初期は「遊べるゲーム」を目指していたため、『盗撮マニア』や『夜這いマニア』といったアクション性のあるゲームが開発されたが、スタッフとの間に価値観のずれが生じていった。
再出発によって一時はスタッフが3人だけになってしまったが、その3人で開発した『特別接待〜極楽浄土へようこそ〜』がヒットした結果、凌辱ものの作品が多数制作された。
2020年上半期は、ソーシャルゲーム『エデンズリッターグレンツェ』の開発を並行していたため、ロープライスのみの発売となった。ウシ太郎は2020年6月のBugBugとのインタビューの中で、『エデンズリッターグレンツェ』の開発が予想以上に重労働であることを認め、2020年下半期はソーシャルゲームとPCゲームの並行開発は厳しいだろうとしている。
一方で、2020年の下半期にはCYCLETの『駄作』の流れをくむ『蛇足』が発売された。同作の開発に当たり『駄作』のキャラクターや設定等を使用する許諾を株式会社ランバ・アミューズから得ている。
2021年及び2022年も、ソーシャルゲーム『エデンズリッターグレンツェ』の運営と並行してソフト開発を続けており、ウシ太郎は2022年の「BugBug」とのインタビューの中で、週刊誌の連載を持っているような多忙さだったと述懐している。2021年に発売されたソフトが7本に対し、2022年に発売されたソフトが3本だったことについて、ウシ太郎はコロナの影響というよりはむしろ質にこだわった結果開発が遅れてしまったと答えており、エデンズリッターシリーズについては、『エデンズリッターグレンツェ』の運営の影響で、PC版の作品開発が滞ってしまったためだと述べている。

## 作品一覧

### 販売作品
- 〜対戦麻雀〜 やる雀 1999/06/04
- 盗撮マニア ACT1・テレビ局 1999/09/24
  - 夜這いマニア ACT1・中世編 2000/05/19
- Message 〜届けこの想い〜 2000/03/10
- レボリューション 〜revolution〜 2000/09/29
- Happyほたる荘 2000/12/15
- 蒼き大地 2001/04/27
- 〜育成麻雀〜 麻雀遊戯 2001/09/14
  - 〜育成麻雀〜 麻雀遊戯 一般版（全年齢版） 2001/11/09
- 毒島音露シリーズ
  - 接待シリーズ
    - 特別接待 〜極楽浄土へようこそ〜 2002/03/01
      - 特別接待 〜破格版〜 2003/03/28
      - 特別接待 〜破格版〜（再版） 2005/10/28

    - 優遇接待 〜孤島の楽園へようこそ〜 2003/05/30
      - 優遇接待+ 〜孤島の楽園へようこそ〜 2005/10/28

    - 優遇接待# 〜孤島と6人のスク水っ娘たち〜 2004/08/27
      - 優遇接待# 〜孤島と6人のスク水っ娘たち〜（アペンドディスク版／アニメーション追加版） 2008/07/25

    - 汁だく接待 〜汁だらけの街〜 2007/02/09
      - 汁だく接待 〜おかわり一杯目〜 2007/10/12
      - 汁だく接待 〜おかわり二杯目〜 2008/02/01
      - 汁だく接待 おかわり三杯目 〜淫惑、性感開発エステ編〜 2008/12/19

  - 逃亡者シリーズ
    - 逃亡者 毒島音露 〜離島の海女編〜 2005/11/25
    - 逃亡者 毒島音露 〜柔肌の中に眠れ編〜 2005/12/28
    - 逃亡者 毒島音露 〜強制発射、囚われた乗客編〜 2006/01/27
    - 逃亡者 毒島音露 〜籠の中の淫謀編〜 2006/03/03
    - 逃亡者 毒島音露 〜砂時計のメイド編〜 2006/03/24
- 崖っプチ家計簿 2002/07/12
- 隣人 2002/11/15
- 水泳教室 〜冬でもスクール水着〜（CD-ROM版／DVD-ROM版） 2004/03/26
- 揺れるバスガイド 〜おっぱいがいっぱい〜 2008/06/20
- エレベーターパニック 〜密室の淫行〜 2005/05/27
  - エレベーターパニック 〜密室の淫行〜（アペンドディスク版／アニメーション追加版） 2008/09/26
- 全て奪ってやる! 2005/10/14
  - 全て奪ってやる!（アペンドディスク版／アニメーション追加版） 2008/09/19
- 抜け忍 〜捕獲、そして調教へ〜 2006/03/10
  - 抜け忍 〜捕獲、そして調教へ〜（アニメーション追加版） 2009/06/26
- 故郷の詩 2006/09/22
- メイドと魔術師 2007/06/29
- 魔法の少女シルキーリップ 〜三人の女王候補〜 2008/03/28
- インチキ霊媒師 2008/08/29
- 乱れて交わる俺と姫〜姫と執事と歌姫とその他大勢と〜 2009/07/24
- 巨乳シリーズ
  - 巨乳ファンタジー[6] 2009/10/23
    - 巨乳ファンタジー デジタルノベライズ版 2015/06/26
    - 巨乳ファンタジー リュート編 フルHDバンドル版 2025/1/31

  - 巨乳魔女[7] 2010/09/24
  - 巨乳ファンタジー外伝[8] 2011/02/25
  - 巨乳ファンタジー2[9] 2012/05/25
    - 巨乳ファンタジー2 ルイン編 フルHDバンドル版 2025/3/28

  - 巨乳ファンタジー外伝2[10] 2013/10/25
  - 巨乳ファンタジー2if[11] 2014/10/31
  - 巨乳ファンタジー3 2015/12/11
    - 巨乳ファンタジー3 ユリナス編 フルHDバンドル版 2025/4/25

  - 巨乳ファンタジー外伝2 after 2016/09/23
  - 巨乳ファンタジー3if 2017/11/24
  - 巨乳ファンタジー3 if -アルテミスの矢・メデューサ願い- 2018/5/25
  - 巨乳ファンタジー 10th Anniversary Box 2019/12/20
  - 巨乳ファンタジー4 -修道士アストル-[12][3] 2021/5/28
  - 巨乳ファンタジー5 -王子リーン- 2025/2/28[13]
    - 温泉パイズリファンタジー 〜母乳篇〜 2025/4/25 - 『巨乳ファンタジー5』の後日談にあたるDLC[14]
- 淫靡蕩少女シリーズ
  - 淫靡蕩少女 -寄り添いし可憐なる従者- 2015/04/24
    - 淫靡蕩少女 -寄り添いし可憐なる従者- ブランニュー版:前編 2015/03/27
    - 淫靡蕩少女 -寄り添いし可憐なる従者- ブランニュー版:後編 2015/04/10

  - 淫靡蕩少女 -羽ばたきし鳥かごの天使- 2015/09/11
    - 淫靡蕩少女 -羽ばたきし鳥かごの天使- ブランニュー版:前編 2015/08/07
    - 淫靡蕩少女 -羽ばたきし鳥かごの天使- ブランニュー版:後編 2015/08/21

  - 淫靡蕩少女 ―残されし楽園の姫君― 2015/12/18
    - 淫靡蕩少女 ―残されし楽園の姫君― ブランニュー版:キアラ編 2015/12/04
    - 淫靡蕩少女 ―残されし楽園の姫君― ブランニュー版:フラヴィア編 2015/12/11

  - 淫靡蕩少女 ―抗いし純真なる少女― 2016/04/15
    - 淫靡蕩少女 ―抗いし純真なる少女― ブランニュー版:リリイ編 2016/04/01
    - 淫靡蕩少女 ―抗いし純真なる少女― ブランニュー版:アザレア編 2016/04/08
- ひとりエッチサポートソフト
  - 右手が止まらない僕と、幼なじみの姉妹 2010/02/26
  - 右手がとまらない僕と、新人ナース 2011/06/24
    - 右手がとまらない僕と、新人ナース（VC版） 2013/04/26
- 裸の王様 2010/06/11
- なうシリーズ
  - 真希ちゃんとなう。 2011/07/29
  - 団地妻となう。 2012/02/24
  - 電車内でなう。 2013/06/28
  - ぞく! 真希ちゃんとなう。 2015/03/27
  - 姉妹となう。 2015/10/23
  - 真希ちゃんとなう。完結編 2016/03/25
- 都合のよいセックスフレンド? 2011/10/28
- すくみず食べ放題 2012/09/14
- ヤバい! -復讐・闇サイト- 2013/02/28
- 歪んだ恋愛模様 2013/08/30
- 学園で時間よ止まれ 2014/04/11
- 漫喫ハプニング 2014/06/27
- お兄ちゃんは私たちのおもちゃ 2016/04/22
- 交姦の虜たち… 2016/06/24
- エデンズリッターシリーズ
  - エデンズリッター 淫悦の聖魔騎士ルシフェル編 2017/2/24
  - エデンズリッター 番外編 2017/7/28
  - エデンズリッター第1章外伝 淫難の巫女姫セシリィ編 2019/5/31
  - エデンズリッター第2章 獄悦の竜皇女ヒルデガルド 2019/8/30
  - エデンズリッター 第2章外伝 煉獄の魔王バルベリト編 2020/6/26[3]
- 隣人に壊されていく俺の妻 2017/5/26
- 善悪 2017/7/28
  - 善悪 フルHDリマスター版 2024/8/23
- 俺を欲しがる二人の母 2018/3/23
  - 俺を欲しがる二人の母（アペンドディスク版／アニメーション追加版） 2021/03/26
- なまいきダークエルフ3姉妹が僕に中出しを求める。 2018/4/27
- 親友が気づかぬ内に彼女を寝取るボク 2018/6/29
- 性欲が止まらないご主人様と三人のメイドたち 2018/9/28
- 母三人とアナあそび  2018/12/21
- 変態エルフ姉妹と真面目オーク 2019/3/29
- 初めての彼女 2019/4/26
- いかにして俺の妻は孕んだか…… 2019/11/29
- 俺の知らぬ間に彼女が… 2020/3/27[3]
  - 俺の知らぬ間に彼女が… 花咲かぐら編 2020/6/26[3]
  - 俺の知らぬ間に彼女が… 宮原麻衣奈編 2020/6/26[3]
- 元ヤン巨乳ナースの甘エロ看護[15][3] 2020/8/28
- 蛇足 2020/12/25[16]
- 俺を欲しがる妻と義母 2021/3/26
- 奴隷姫騎士と奴隷侍女とのスローライフ 2021/7/30
- ふたなり潜入捜査セイカ 2021/9/24
- 催淫サロン ～夫の知らぬ間に孕ませリベンジされる妻～ 2021/11/26
- 濡れる孤島 2022/7/29
- 人間不信の錬金術師と元兵士のホムンクルス 2022/9/30
- ナイショの姦淫 ～真夏の汗だく交尾～ 2022/11/25[17]
- 妹と彼女 それぞれの選択 2023/12/22[18]
- 毒舌悪魔とムッツリ天使との四畳半暮らし 2024/4/26[19]
- 恋愛弱者な幼馴染少女と恋愛強者な彼女 2024/10/25[20]
- ボクをほっとけない二人のギャル ～陰キャのオタクがムチムチドスケベギャルとエロ三昧の日々を送るまで～ 2024/11/29[21]
- ヒミツの合宿 -スク水ヒップに溺れたい- 2025/7/25

### ブラウザゲーム
- 巨乳ファンタジーバースト[22]

### 開発中止
- メイドとお姫様 -身分と感情の狭間で-

2002年12月27日、開発中止。中止時点で残されていたデータが2003年1月末まで公式サイトで限定ダウンロード公開された。その後、開発データは「特別接待〜破格版〜」の2大特典として「優遇接待（紹介体験版）」とともに収録された。

## 主なスタッフ
原画
- さくやついたち
- 只野あきら

シナリオ
- 姫ノ宮レイ
- なつみかんさい（ディレクター兼）
- 間崎俊介[24]